# Daridorexant
Le daridorexant, vendu sous le nom de marque Quviviq, est un médicament antagoniste de l'orexine utilisé pour le traitement de l'insomnie,,,. Le daridorexant est pris par voie orale,.
Les effets secondaires du daridorexant comprennent les maux de tête, la somnolence et la fatigue. Il s'agit d'un antagoniste double du récepteur de l'orexine (DORA),,,. Il agit comme un antagoniste double sélectif des récepteurs de l'orexine OX1 et OX2.,,. Le daridorexant a une demi-vie d'élimination relativement courte de 8 heures et atteint sa concentration maximale environ 1 à 2 heures après absorption. Il ne s'agit pas d'une benzodiazépine ou d'une « Z-drug » et, à ce titre, il n'interagit pas avec les récepteurs GABA, mais possède un mécanisme d'action distinct,.
Le daridorexant a été approuvé pour un usage médical aux États-Unis en janvier 2022 et est devenu disponible en mai 2022. Il a été approuvé dans l’Union européenne en avril 2022 et constitue le premier antagoniste du récepteur de l’orexine à être disponible dans l’Union européenne. Le médicament est une substance contrôlée de l'annexe IV aux États-Unis et peut avoir un potentiel modeste d'utilisation abusive. Outre le daridorexant, d'autres antagonistes des récepteurs de l'orexine, comme le suvorexant et le lemborexant, ont également été introduits,.

## Utilisations médicales
Le daridorexant est indiqué dans le traitement de l'insomnie chez l'adulte caractérisée par des difficultés d'endormissement et/ou de maintien du sommeil. Il a été démontré que le médicament améliore considérablement la latence d'endormissement, le temps de veille après l'endormissement et le temps de sommeil total subjectif dans les essais cliniques réglementaires. À des doses de 25 à 50 mg, et en termes de différence entre le traitement et le placebo, cela réduit la latence d'endormissement de 6 à 12 minutes, réduit la veille après endormissement de 10 à 23 minutes et augmente le temps de sommeil total subjectif de 10 à 22 minutes. Il a également été démontré que le daridorexant améliore le fonctionnement diurne à une dose de 50 mg mais pas à 25 mg.
Des méta-analyses en réseau ont évalué les effets d'induction du sommeil des antagonistes des récepteurs de l'orexine et les ont comparés entre eux ainsi qu'à d'autres somnifères, notamment les benzodiazépines, les non-benzodiazépines, les antihistaminiques, les antidépresseurs sédatifs (par exemple, la trazodone, la doxépine, l'amitriptyline, la mirtazapine) et les agonistes des récepteurs de la mélatonine,,,. Une revue systématique majeure et une méta-analyse en réseau des médicaments contre l'insomnie publiées en 2022 ont révélé que le daridorexant avait une taille d'effet (différence moyenne standardisée (DMS)) par rapport au placebo pour le traitement de l'insomnie à 4 semaines de 0,23 (CI à 95 % -0,01 à 0,48). Ce résultat était similaire, mais numériquement inférieur, aux tailles d'effet à 4 semaines pour le suvorexant (DMS 0,31, IC à 95 % 0,01 à 0,62) et le lemborexant (DMS 0,36, IC à 95 % 0,08 à 0,63). Les benzodiazépines et les médicaments Z ont généralement montré des tailles d'effet plus importantes que les antagonistes des récepteurs de l'orexine (par exemple, des SMD de 0,45 à 0,83). L'étude a conclu, sur la base de la faible taille de l'effet du daridorexant, qu'il ne démontrait pas de bénéfice matériel global dans le traitement de l'insomnie. À l’inverse, elle a conclu que le lemborexant, ainsi que la Z-drug eszopiclone, présentaient les meilleurs profils globaux en termes d’ efficacité, de tolérance et d’acceptabilité parmi tous les médicaments contre l’insomnie évalués.
Les antagonistes des récepteurs de l'orexine ne sont pas utilisés comme traitement de première intention contre l'insomnie en raison de leur coût et des inquiétudes concernant une éventuelle mauvaise utilisation.
La modélisation pharmacocinétique de population révèle que les variations interindividuelles ne justifient pas d'ajustements posologiques. Elle montre également que la masse maigre et la masse grasse influencent la pharmacocinétique du daridorexant de manière plus pertinente que d'autres indicateurs de taille corporelle.
Le traitement par daridorexant est généralement sûr et bien toléré sur une période pouvant atteindre un an, tout en maintenant des améliorations du sommeil et du fonctionnement diurne tout au long de cette durée.
Le département de la Défense des États-Unis (DOD) teste l’efficacité du daridorexant chez les patients souffrant de trouble de stress post-traumatique (TSPT), car le lien entre l’insomnie et le TSPT est bien établi.

### Formulaires disponibles
Aux États-Unis et au Canada, le daridorexant est disponible sous forme de comprimés oraux de 25 et 50 mg. Il est fourni sous forme de sel de chlorhydrate de daridorexant, chaque comprimé contenant 27 ou 54 mg de cette substance (équivalent à 25 ou 50 (mg daridorexant).

## Contre-indications
Le daridorexant est contre-indiqué chez les personnes atteintes de narcolepsie. Elle n'est pas recommandée chez les personnes atteintes d'insuffisance hépatique sévère, alors qu'une dose maximale plus faible est recommandée chez les personnes atteintes d'insuffisance hépatique modérée. L'utilisation concomitante de daridorexant avec des inhibiteurs puissants du CYP3A4 et des inducteurs modérés à puissants du CYP3A4 n'est pas recommandée et doit être évitée en raison d'une modification défavorable de l'exposition au daridorexant.

## Effets secondaires
Les effets secondaires du daridorexant comprennent maux de tête (6 % à 25 mg contre 7% à 50 mg contre 5 % pour le placebo), somnolence ou fatigue (inclut somnolence, sédation, fatigue, hypersomnie et léthargie) (6 % à 25 mg contre 5% à 50 mg contre 4 % pour le placebo), étourdissements (2 % à 25 mg contre 3% à 50 mg contre 2 % pour le placebo) et nausées (0 % à 25 mg contre 3% à 50 mg contre 2 % pour le placebo). Aucun effet résiduel n'a été constaté après l'administration de 25 mg de daridorexant le soir, chez les sujets jeunes comme chez les sujets âgés. Cependant, le daridorexant peut entraîner une perturbation de la conduite le lendemain matin en début de traitement et chez certains individus. Les antagonistes des récepteurs de l'orexine comme le daridorexant pourraient avoir une propension moindre ou nulle à provoquer une tolérance par rapport à d'autres sédatifs et hypnotiques, d'après des études animales. Le daridorexant n'a pas produit de signes de sevrage ou de dépendance à l'arrêt du traitement dans les études animales et les essais cliniques, et les antagonistes des récepteurs de l'orexine ne sont pas associés à une insomnie de rebond. La perte d’efficacité dans l'induction du sommeil survient rapidement après l’arrêt du daridorexant. Les recherches précliniques indiquent que les antagonistes de l'orexine pourraient diminuer l'appétit. Cependant, dans les essais cliniques, ni le daridorexant ni d'autres antagonistes de l'orexine n'ont pas été liés à une perte de poids. Le daridorexant peut présenter un faible risque d'apparition d'idées suicidaires.
Les antagonistes des récepteurs de l'orexine peuvent affecter le système de récompense et induire des réponses de préférence pour la drogue chez l'homme,. À une dose de 50 mg (la dose maximale recommandée), le daridorexant a induit une attractivité significativement plus élevée que le placebo, mais significativement plus faible que le zolpidem (30 mg) et le suvorexant (150 mg) chez des utilisateurs récréatifs de sédatifs. À des doses plus élevées de 100 et 150 mg (supérieure à la dose maximale recommandée), l'attractivité avec le daridorexant était similaire à celle du zolpidem (30 mg) et du suvorexant (150 mg). Dans d'autres études, le suvorexant a montré une attractivité similaire à celle du zolpidem, mais un potentiel d'abus plus faible sur d'autres mesures (par exemple, taux global d'événements indésirables potentiels d'abus de 58 % pour le zolpidem et de 31 % pour le suvorexant chez les consommateurs de drogues récréatives). Aucun rapport indiquant un risque d'abus n'a été observé dans les essais cliniques portant sur le daridorexant, bien que ces études aient préalablement exclu les participants ayant des antécédents d'abus de drogues ou d'alcool,.

## Surdosage
L'expérience clinique concernant le surdosage de daridorexant est limitée. Un surdosage du médicament à une dose allant jusqu'à quatre fois la dose maximale recommandée peut entraîner des effets indésirables, notamment une somnolence, une faiblesse musculaire, des symptômes de type cataplexie, une paralysie du sommeil, des troubles de l'attention, de la fatigue, des maux de tête et de la constipation. Il n’existe pas d'antidote spécifique au surdosage de daridorexant.

## Interactions
Les inhibiteurs et les inducteurs du CYP3A4, respectivement, peuvent augmenter et diminuer l'exposition au daridorexant,. L'inhibiteur faible du CYP3A4, la ranitidine (150 mg) devrait augmenter l'exposition globale au daridorexant de 1,5 fois ; un inhibiteur modéré du CYP3A4, le diltiazem (240 mg) augmente l'exposition au daridorexant de 2,4 fois ; et l' itraconazole, un puissant inhibiteur du CYP3A4, devrait, sur la base d'une modélisation pharmacocinétique basée sur la physiologie, augmenter l'exposition au daridorexant de plus de 4 fois,,. À l’inverse, l’éfavirenz, un inducteur modéré du CYP3A4 (600 mg) diminue l'exposition globale au daridorexant de 35 à 60 % et la rifampicine, un puissant inducteur du CYP3A4, diminue également l'exposition au daridorexant de plus de 50 %,. L'utilisation concomitante de daridorexant avec des inhibiteurs puissants du CYP3A4 ou avec des inducteurs modérés ou puissants du CYP3A4 doit être évitée, tandis qu'il est recommandé de réduire la dose maximale de daridorexant avec des inhibiteurs modérés du CYP3A4.
Des exemples de modulateurs importants du CYP3A4 susceptibles d'interagir avec le daridorexant incluent les inhibiteurs puissants du CYP3A4 suivants : bocéprévir, clarithromycine, conivaptan, indinavir, itraconazole, kétoconazole, lopinavir, néfazodone, nelfinavir, posaconazole, ritonavir, saquinavir, télaprévir et télithromycine (utilisation concomitante non recommandée) ; les inhibiteurs modérés du CYP3A4 : amprénavir, aprépitant, atazanavir, ciprofloxacine, diltiazem, dronédarone, érythromycine, fluconazole, fluvoxamine, fosamprénavir, jus de pamplemousse, imatinib et vérapamil (doses plus faibles de daridorexant recommandées) ; et les puissants inducteurs du CYP3A4 apalutamide, carbamazépine, éfavirenz, enzalutamide, phénytoïne, rifampicine et millepertuis (susceptibles de diminuer l'efficacité du daridorexant).
Les modificateurs du pH gastrique comme la famotidine peuvent diminuer les concentrations maximales de daridorexant sans affecter l'exposition totale. L'alcool et les inhibiteurs sélectifs de la recapture de la sérotonine (ISRS) comme le citalopram n'ont pas montré d'interactions pharmacocinétiques significatives avec le daridorexant. L'administration concomitante de daridorexant avec d'autres sédatifs comme les benzodiazépines, les opioïdes, les antidépresseurs tricycliques et l'alcool peut augmenter le risque de dépression du système nerveux central et de troubles diurnes.
Il n'a pas été démontré que le daridorexant influence de manière significative la pharmacocinétique d'autres médicaments, notamment le midazolam (un substrat du CYP3A4), la rosuvastatine (un substrat de la BCRP) et le citalopram (un ISRS principalement un substrat du CYP2C19).

## Pharmacologie

### Pharmacodynamie
Le daridorexant agit comme un antagoniste double sélectif des récepteurs de l'orexine (hypocrétine) OX1 et OX2.  Les affinités (Ki) du daridorexant pour les récepteurs de l'orexine sont de 0,47 nM pour le récepteur OX1 et 0,93 nM pour le récepteur OX2. Ses valeurs Kb pour les récepteurs d'orexine humaine seraient de 0,5 nM pour le récepteur OX1 et 0,8 nM pour le récepteur OX2. Par conséquent, le daridorexant est à peu près équipotent dans son antagonisme des récepteurs de l'orexine. Le daridorexant est sélectif pour les récepteurs de l'orexine par rapport à de nombreuses autres cibles. Contrairement à certains autres sédatifs et hypnotiques, le daridorexant n'est pas une benzodiazépine ou Z-drug et n'interagit pas avec les récepteurs GABA.

#### Mécanisme d'action
Les neuropeptides endogènes de l'orexine, l'orexine A et l'orexine B, participent à la régulation des cycles veille-sommeil et favorisent l'éveil,,. On pense que le déficit de la signalisation de l'orexine est la principale cause du trouble du sommeil appelé narcolepsie,. Des perturbations dans la signalisation de l'orexine peuvent également être impliquées dans l'insomnie. Les recherches suggèrent que la signalisation de l'orexine peut changer avec l'âge, ce qui a été impliqué dans les troubles du sommeil liés à l'âge. En bloquant l’action des orexines et en modulant les cycles veille-sommeil, les antagonistes des récepteurs de l’orexine comme le daridorexant réduisent l’éveil et améliorent le sommeil,,. On pense que les effets favorisant le sommeil des antagonistes doubles du récepteur de l'orexine sont induits spécifiquement par le blocage du récepteur OX2 dans l' hypothalamus latéral. Bien que les symptômes narcoleptiques aient constitué une préoccupation théorique lors du développement des antagonistes des récepteurs de l'orexine, cela n'a pas été observé dans les essais cliniques de ces agents.

### Pharmacocinétique

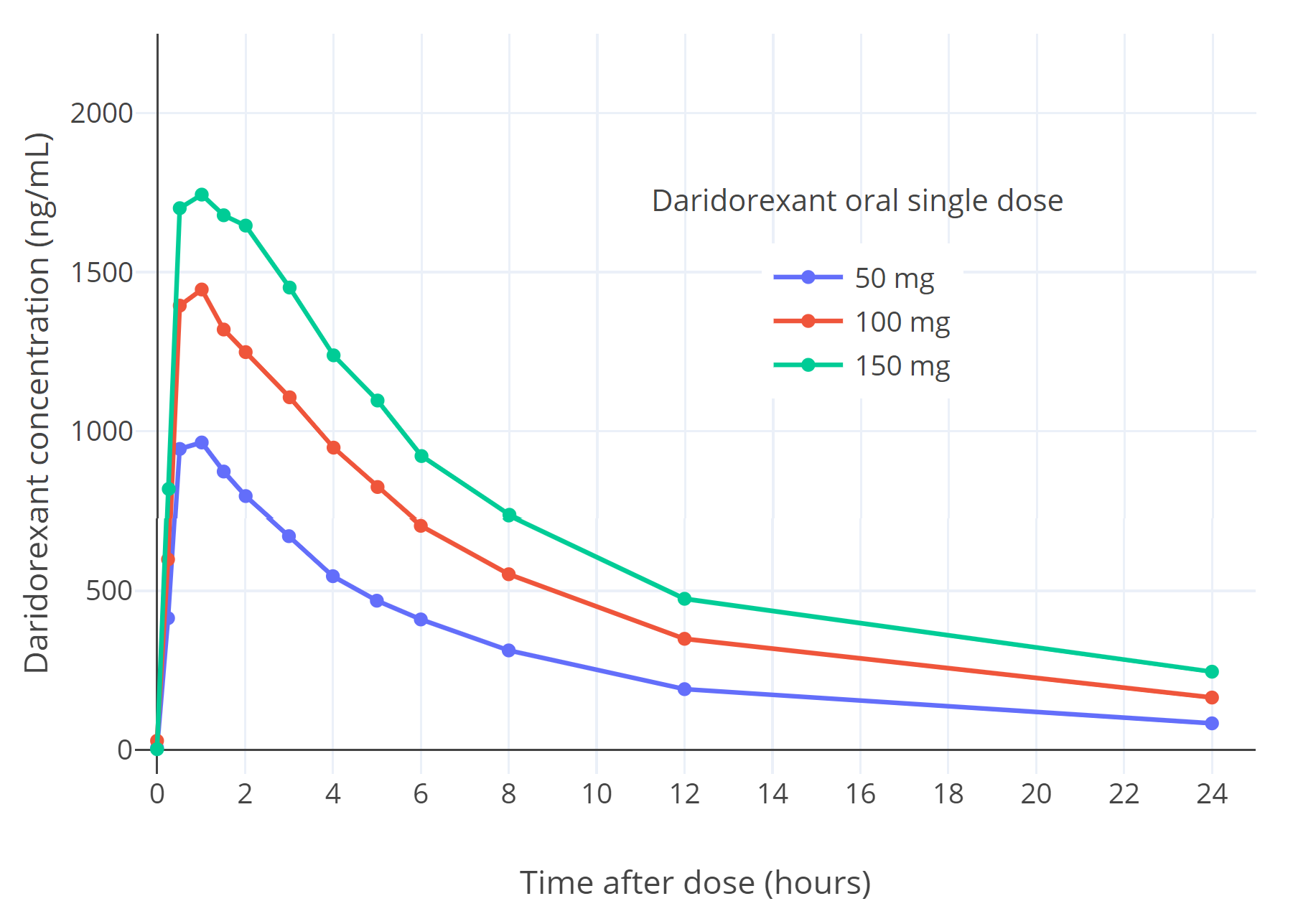
Taux de daridorexant après une dose orale unique de 50 à 150 mg de daridorexant chez les utilisateurs sains de drogues sédatives récréatives.

#### Absorption
La biodisponibilité absolue du daridorexant est de 62 %. La faible solubilité aqueuse du daridorexant limite sa biodisponibilité. Il atteint des concentrations maximales en 1 à 2 heures après une dose. L'alimentation prolonge le temps d'atteinte du pic de 1,3 à 2 heures et diminue les concentrations maximales de 16 à 24 %, mais n'affecte pas les concentrations de l'aire sous la courbe.

#### Distribution
Le volume de distribution du daridorexant est de 31 L. Sa liaison aux protéines plasmatiques est de 99,7 %. Le rapport plasma/sang du daridorexant est de 0,64. Le daridorexant est une molécule lipophile qui traverse efficacement la barrière hémato-encéphalique chez les animaux,.

#### Métabolisme
Le daridorexant est largement métabolisé, principalement par l'enzyme CYP3A4 (89 %). D'autres enzymes du cytochrome P450 contribuent individuellement à moins de 3 % de la clairance du daridorexant. Le daridorexant possède 77 métabolites identifiés. Ses principaux métabolites sont moins actifs que le daridorexant en tant qu'antagonistes des récepteurs de l'orexine.
Récemment, une étude réalisée à l'aide de microsomes hépatiques humains a montré que le daridorexant subissait 3 réactions : l'hydroxylation du groupe méthyle de la fraction benzimidazole, l'O-déméthylation oxydative de l'anisole en phénol correspondant et l'hydroxylation en un dérivé de 4-hydroxy pipéridinol. Des chercheurs ont prouvé que les structures chimiques de l'alcool benzylique et du phénol sont des produits de réactions standard du CYP450 ; tandis que le dernier produit d'hydroxylation était incompatible avec l'hydroxylation initialement postulée du cycle pyrrolidine, ils ont donc suggéré que la monooxygénase humaine CYP3A4 catalyse le réarrangement intramoléculaire du daridorexant. En détail, ils ont proposé le mécanisme suivant : l'hydroxylation en position 5 du cycle pyrrolidine donnera initialement un hémiaminal cyclique qui s'hydrolysera ensuite en un aminoaldéhyde à cycle ouvert. Par la suite, la cyclisation de ce dernier sur l'un des atomes d'azote de la fraction benzimidazole donnera le métabolite final 4-hydroxy pipéridinol.

#### Élimination
Le daridorexant est éliminé principalement à travers les fèces (57 %) puis par les urines (28 %). Il est excrété principalement sous forme de métabolites, seules des traces du composé parent ont été identifiées.
Le médicament a une demi-vie d’élimination d’environ 8 heures ou de 6 à 10 heures. La demi-vie du daridorexant peut être plus longue chez les personnes âgées que chez les jeunes adultes (9 à 10 heures chez les personnes âgées contre 6 heures chez les jeunes adultes). Sa demi-vie est plus courte que celle d'autres antagonistes des récepteurs de l'orexine tels que le suvorexant (12 heures) et le lemborexant (~18–55 heures). La demi-vie relativement courte du daridorexant peut permettre de réduire la sédation diurne. La durée d'action du daridorexant en termes d'effets sédatifs est d'environ 8 heures avec un 50 dose en mg.

## Chimie
Le daridorexant est un composé à petite molécule. Le nom chimique du daridorexant est (S)-(2-(5-chloro-4-méthyl-1H-benzo[d]imidazol-2-yl)-2-méthylpyrrolidin-1-yl)(5-méthoxy-2-(2H-1,2,3-triazol-2-yl)phényl)méthanone. Sa formule moléculaire est C23H23N6O2Cl et son poids moléculaire est de 450,93 g/mol (ou 487,38 g/mol pour le chlorhydrate). Le chlorhydrate de daridorexant est une poudre blanche à légèrement jaunâtre. Le daridorexant est un composé lipophile et le chlorhydrate de daridorexant est très légèrement soluble dans l'eau.

## Histoire
Le daridorexant a été développé par Actelion Pharmaceuticals ainsi qu'Idorsia,,. Il a été breveté en 2013  et a été décrit pour la première fois dans la littérature scientifique en 2017,,. Il a été développé pendant 25 ans par le couple Jean-Paul et Martine Clozel. Le daridorexant a été approuvé pour un usage médical aux États-Unis en janvier 2022 et est devenu disponible en mai 2022.
Le 24 février 2022, le Comité des médicaments à usage humain (CHMP) de l'Agence européenne des médicaments (EMA) a adopté un avis positif, recommandant l'octroi d'une autorisation de mise sur le marché pour le médicament Quviviq, destiné au traitement de l'insomnie,. Le 29 avril 2022, le daridorexant a été autorisé à l'usage dans l'Union européenne. Il s'agit du premier antagoniste du récepteur de l'orexine à être disponible dans l'Union européenne. (Les antagonistes antérieurs des récepteurs de l'orexine, le suvorexant et le lemborexant, ne sont pas disponibles dans l'Union européenne.),,,. Un examen réglementaire est également en cours au Canada et en Suisse et est prévu pour le Royaume-Uni,,[Passage à actualiser].

## Société et culture

### Statut juridique
Le daridorexant est une substance contrôlée de l'annexe IV en vertu de la loi sur les substances contrôlées aux États-Unis.
Le daridorexant (Quviviq) a été approuvé pour un usage médical dans l'Union européenne en avril 2022, et par Santé Canada en avril 2023.

## Lectures complémentaires
- « Application Number: 214985Orig1s000. Integrated Review. Daridorexant (Quviviq) for Insomnia. » [archive du 4 mars 2022], Center for Drug Evaluation and Research (Food and Drug Administration), 2022
- « Quviviq (Daridorexant) Assessment Report. Procedure No. EMEA/H/C/005634/0000. », Committee for Medicinal Products for Human Use (European Medicines Agency), 24 février 2022